# Матильда Туровская
Матильда Туровская (Матильда Киевская; Матильда фон Бейлинген; нем. Mechthild von Kiew, Mechthild von Beichlingen; ок. 1076—1109, Шварцбург) — княжна из рода Рюриковичей, дочь туровского князя Ярополка Изяславича и графини Кунигунды фон Орламюнде, с 1087 или 1088 года жена Гюнтера III фон Кёфернбурга.
В русских летописях о ней нет никаких сообщений, поэтому неизвестно и её русское имя. Она упоминается только в немецких хрониках как Матильда (Мехтхильд).
После смерти Ярополка Кунигунда, забрав с собой младшую дочь, вернулась на родину к брату, маркграфу Лужицкой марки Генриху Старшему, и примерно через год вышла замуж повторно за его союзника Куно Нортхеймского. По владениям своей жены Куно стал именоваться графом Бейхлингенским.
Дочь она выдала замуж за Гюнтера (ок. 1076 — 1109/1114), графа кёфернбургского, который впервые присоединил к своим владениям замок Шварцбург. Упоминается, что это был первый брак Матильды, но о втором, равно как и о том, что было причиной прекращения первого — развод или смерть мужа — ничего не сообщается.
У Матильды и Гюнтера было четверо детей:
- Зиццо III (ок. 1090 или 1093 — 19 июня 1160), первый граф фон Шварцбург, основатель Шварцбургского владетельного дома; одну из своих дочерей он назвал в честь матери — Мехтхильд;
- Фридрих (ум. 1169), граф фон Бейлинген;
- Адела (Адда), жена Регинбото II (ум. 1142), графа фон Гех;
- Берта, жена Генриха фон Гройч (ок. 1090—1135), бургграфа Магдебурга.

Существует версия, что Випрехт фон Гройч был вторым мужем Матильды, а не третьим мужем её матери, и троих младших детей она имела от него.